# Vilcabamba (Mariscal Luzuriaga)
Vilcabamba es un centro poblado rural del distrito de Casca, provincia de Mariscal Luzuriaga, del departamento de Áncash. Su nombre ya aparece en la organización de encomiendas de los años primeros del virreinato del Perú. Fue parte de la provincia de Pomabamba, hasta el 12 de enero de 1956.

## Historia
Su historia ha estado ligada a los avatares de los encomenderos de Piscobamba, que, entre otros, se citan los siguientes: Rodrigo Núñez del Prado, Factor Salas, Antonio de Grado, Juan de Argama, Gonzalo de Guzmán de Pardavé, Hernando Carrera y Miguel de la Serna.
En el siglo XVII, se entabla un largo pleito sobre la posesión de tierras, pues hay una decisión de autonomía y la encabeza una Herrera . esta es hija de un mando comunal. Después de que los chilenos derrotaran la Confederación Peruanoboliviana, en los años 40 del siglo XIX, entrega Ramón Castilla al general Pedro Antonio Cisneros la comunidad de Vilcabamba, como una hacienda; esto es tierras y peones, en calidad de siervos. En la 'República' el avasallamiento a los nativos fue creciendo, de modo que las haciendas surgen por despojo y latrocinio. 
Cuando lo visita en 1862 Antonio Raimondi, aparece como una hacienda que pertenece a los Cisneros, junto con el fundo atractivo de Huayaopuquio. También arribó Charles Wiener, posiblemente en 1876, antes de la guerra fractricida que Chile desató en 1879, contra Perú y Bolivia.
Ya en siglo XX aparece como una comunidad de siervos que tributan: en los años 40, 50 y 60, a la Beneficencia Pública de Pomabamba, como perteneciente al distrito de Piscobamba, antes de la segregación del distrito de Casca.

## Cultura popular
La tradición le reconoce como cuna del chimayche (chimaychi, en quechua); además los cultores, creadores, y difusores de este género musical popular, que ha hallado auge en la primera década del siglo XXI, son vilcabambinos. Ramírez Lavado y Vidal Valverde dicen que "el chimayche es una composición muy peculiar[...], muy en especial de los artistas del centro poblado menor de Vilcabamba".
Su fiesta patronal- a la gloria y prez de la Virgen Candelaria (Mama Kanchi, en quechua) -se realiza el dos de febrero de cada año-; la celebran los naturales retornantes de Lima, Huaral, San Jacinto. Visitantes de los poblados de Casca, Pomabamba, Piscobamba, básicamente los que comulgan con la gleba. Una población emergente que se desfoga en un regocijo franco, silvestre bien regado y danzado.En las danzas Huanquilla, Inka palla, Anti, Huanca de la subregión del Noreste de Áncash, la fase llamada en quechua «Pallakuy», se ejecuta con un dinámico chimaichi puro baile, sin letra alguna, desde el siglo XIX, donde bailan todos los qatirakuqkuna ( los fanes) a rompe zapatos.
Hay que recordar que este género andino del chimayche o chimaychi, solo se expresaba musicalmente y en cánticos, en las fiestas patronales y/o en las cosechas, a cargo de pobladores del campesinado. En las ciudades de las provincias de Mariscal Luzuriaga, como es Piscobamba, de la de Pomabamba solo se bailaba las chuscadas, las marineras, las polkas, los valses. 
Cabe destacar a los pioneros de este género musical que lo popularizaron en Lima, como la compañía de danzas Qori Yayno de Julio Roca, con su hija Teresita Roca, Rosita de Piscobamba, Conjunto Cóndor Cerro de Parobamba, Perla andina de Pauca y Estrellita de Pomabamba.